# GQ Lupi
GQ Lupi – gwiazda położona w gwiazdozbiorze Wilka. Jest oddalona od Ziemi o ok. 457 lat świetlnych.
GQ Lupi jest młodą gwiazdą typu T Tauri, której masa wynosi 0,7 masy Słońca.

## Układ planetarny
W 2005 roku ogłoszono odkrycie planety okrążającej tę gwiazdę – GQ Lupi b. Odkrycie to było jednym z pierwszych, podczas którego bezpośrednio dostrzeżono obiekt planetarny. Nie wyklucza się również, że obiekt ten może być brązowym karłem. Ta planeta jest położona w ekosferze.